# Rubídium-nitrát
A rubídium-nitrát egy szervetlen vegyület, képlete RbNO3. Vízben jól oldódik és fehér színű.

## Tulajdonságai
A rubídium-nitrát egy fehér színű kristályos por. Vízben nagyon jól oldódik. Acetonban nagyon kis mértékben oldódik. Lángja világos lila/mályvaszínű.

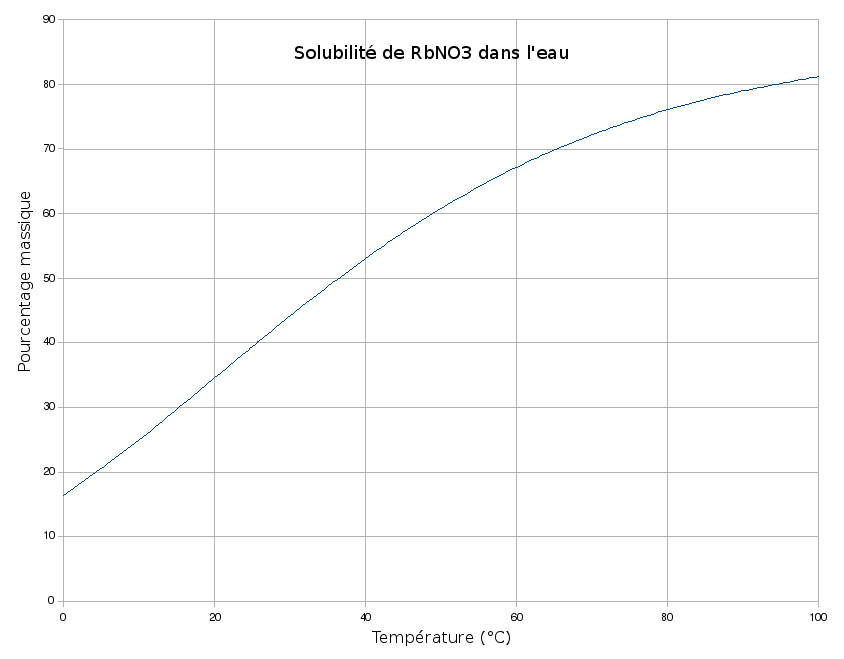
A rubídium-nitrát vízben való oldhatósága a hőmérséklettől függően.

A rubídiumvegyületeknek kevés gyakorlati hasznuk van. Használják infravörös sugárzást előállító eszközökben, a többi alkálifém-nitráthoz hasonlóan oxidálószerként. Használják fém rubídium előállításához, katalizátorként, szcintillációs számlálókban. Használják fáklyákban és tűzijátékokban, hogy a lángjukat vörös színűvé tegye. Trigonális kristályszerkezete van, higroszkópos vegyület, kristályainak törésmutatója: nD = 1,524.
Salétromsavval reagálva különböző rubídium-nitrátokat alkot: RbH(NO3)2 (olvadáspont 62 °C) és RbH2(NO3)3 (olvadáspont 39 - 46 °C).
Erős oxidálószer, melegítve rubídium-nitritre és oxigénre bomlik:
{\displaystyle \mathrm {2\ RbNO_{3}\ \rightarrow \ 2\ RbNO_{2}+O_{2}\uparrow } }
| A rubídium-nitrát módosulatai. |                   |                    |            |        |        |        |   |   |
| Név                            | Hőmérséklet; [°C] | Kristályszerkezet; | Tércsoport | a [pm] | b [pm] | c [pm] | β | Z |
| RbNO3 – IV                     | < 164             | trigonnális        | P31m       | 1047   | -      | 745    | – | 4 |
| RbNO3 – III                    | 164 – 220         | köbös              | Pm3m       | 440    | -      | -      | – | 1 |
| RbNO3 – II                     | 220 – 291         | ortorombos         | R3m        | 548    | -      | 1071   | – |   |
| RbNO3 – I                      | > 291             | köbös              | Fm3m       | 732    | -      | -      | – | 4 |

## Előállítása
A rubídium-nitrátot rubídium-hidroxid, rubídium-karbonát vagy rubídium és salétromsav reakciójával állítható elő:
RbOH + HNO3 → RbNO3 + H2O
2 Rb + 2 HNO3 → 2 RbNO3 + H2

## Fordítás
Ez a szócikk részben vagy egészben  a   Rubidium nitrate című angol Wikipédia-szócikk ezen változatának fordításán alapul.  Az eredeti cikk szerkesztőit annak laptörténete sorolja fel. Ez a jelzés csupán a megfogalmazás eredetét és a szerzői jogokat jelzi, nem szolgál a cikkben szereplő információk forrásmegjelöléseként.
Ez a szócikk részben vagy egészben  a   Rubidiumnitrat című német Wikipédia-szócikk fordításán alapul.  Az eredeti cikk szerkesztőit annak laptörténete sorolja fel. Ez a jelzés csupán a megfogalmazás eredetét és a szerzői jogokat jelzi, nem szolgál a cikkben szereplő információk forrásmegjelöléseként.